# Batalha do Cabo Spartivento
A Batalha do Cabo Spartivento, também chamada de Batalha do Cabo Teulada,  foi um confronto naval travado na Segunda Guerra Mundial entre as forças do Reino Unido contra aquelas da Itália. Ela ocorreu em 27 de novembro de 1940 no Mar Mediterrâneo, ao sul da ilha da Sardenha. A batalha veio de uma tentativa da Marinha Real Britânica de realizar um comboio de suprimentos para Malta com o objetivo de reforçar as defesas da ilha. Entretanto, isto foi descoberto pela inteligência italiana, assim a Marinha Real Italiana despachou sua frota para interceptá-los.
A batalha começou por volta do meio-dia, quando a força de cruzadores pesados italianos abriu fogo contra os cruzadores britânicos, mesmo com os italianos tendo ordens para não atacar. Os dois couraçados e o único cruzador de batalha britânicos apareceram pouco depois e os disparos dos dois lados chegaram a cair perto dos alvos, porém sem acertá-los. O couraçado italiano Vittorio Veneto chegou na área aproximadamente às 13h00min, com sua presença fazendo com que os cruzadores britânicos recuassem. Ambos os lados encerraram o confronto em seguida.